# Music for Airports
Ambient 1: Music for Airports es un álbum de música ambient de Brian Eno. Publicado en 1978 por el sello E. G. Records es considerado uno de los primeros ejemplos conscientes de crear un álbum de este género musical caracterizado por la creación de paisajes y texturas sonoras envolventes que no precisan de una escucha activa por parte del oyente.

## Producción

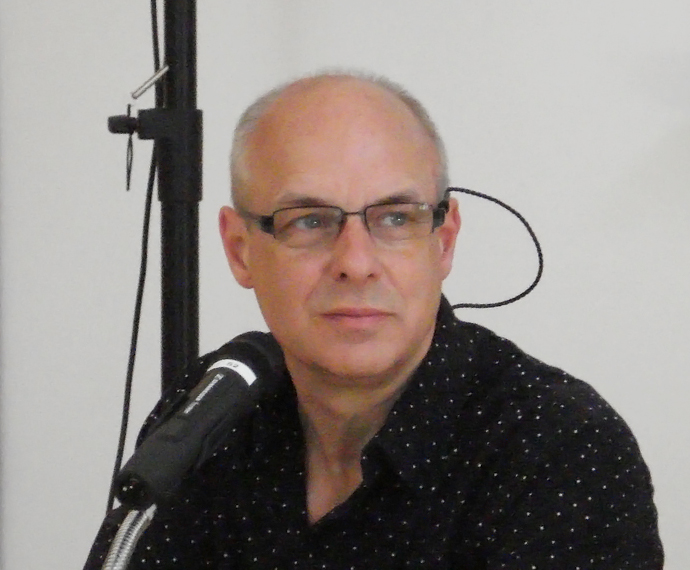
Brian Eno (2008)

De los cuatro álbumes publicados por Brian Eno bajo la etiqueta ambient este fue el primero en llevar de modo explícito el término "ambient", expresión acuñada para diferenciar su acercamiento minimalista frente a la conocida como "música enlatada" o Muzak. Puede rastrearse este tipo de música en otros discos del compositor como Evening Star (1975), Discreet Music (1975) o Music for Films (1978), pero este disco es el primero que la trata de modo global y completo.

"La música ambient tiene que ser capaz de ajustarse a varios niveles de atención auditiva sin imponerse en ninguna: ha de poder ser ignorada como interesante"
Brian Eno (Diario El País) 

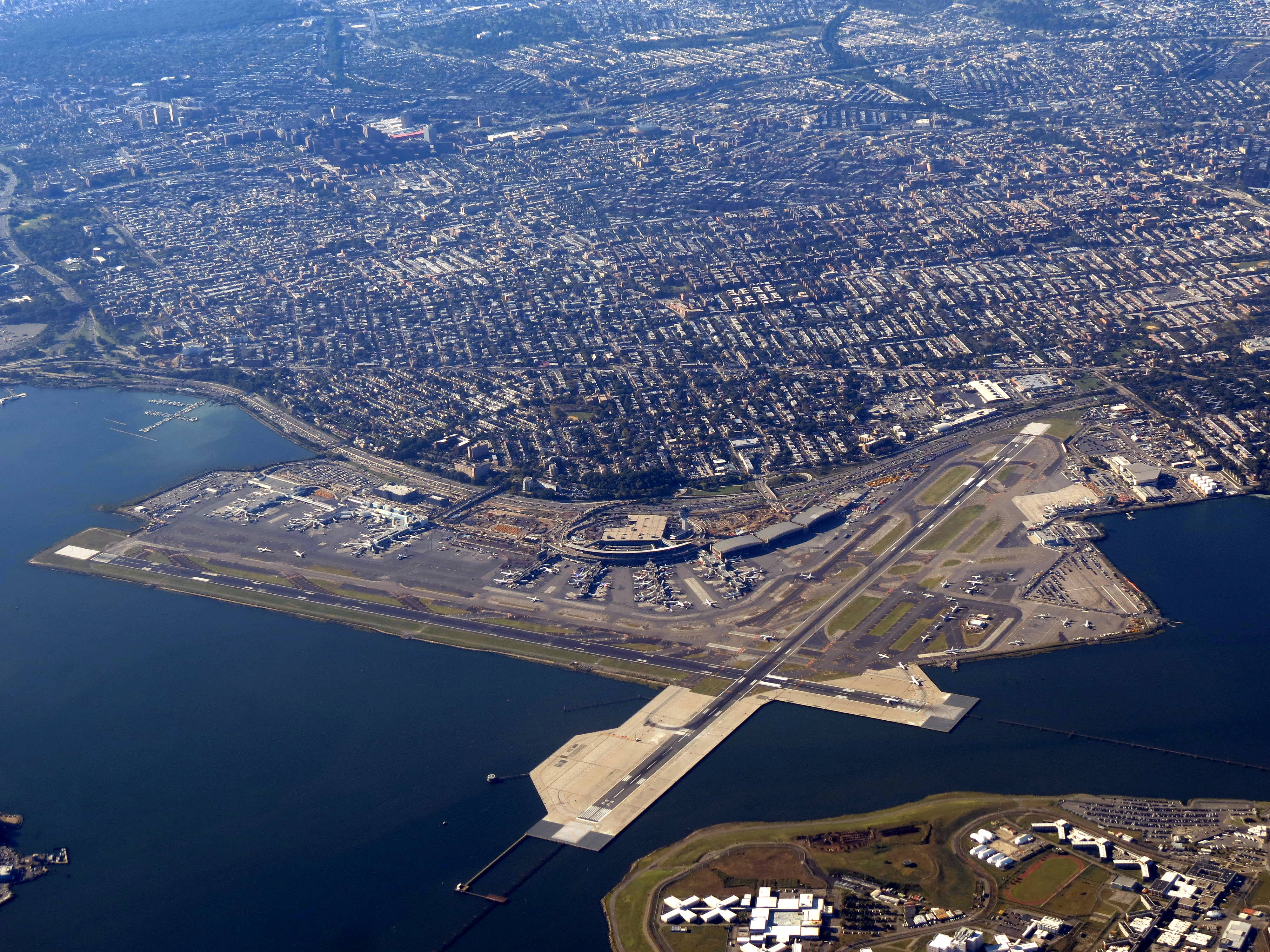
Vista del Aeropuerto LaGuardia de Nueva York (Estados Unidos)

La música fue diseñada para ser reproducida de modo continuo en una instalación de sonido con el objetivo de hacer desaparecer la tensa atmósfera propia de una sala de espera de aeropuerto. Eno concibió esta idea cuando se quedó atrapado en el aeropuerto de Colonia (Alemania) hacia mediados de los años 70. Fue instalado en la Terminal Área de la Marina del aeropuerto LaGuardia de Nueva York (Estados Unidos).

"Me di cuenta de que lo que yo quería era hacer música que no cambiara mucho, que fuera como una pintura más que como una obra de teatro, algo que se mantuviera estático. Así que empecé a hacer una forma de música inmóvil, más parecida a un cuadro. Al principio lo llame still music, luego ambient. Lo más importante del ambient era esa cualidad pictórica, los colores del sonido, no la historia. Mucha música es una progresión narrativa. Yo quería huir de la narrativa"
Brian Eno (Diario El País, 2017) 

## Lista de canciones
Todas las canciones compuestas por Rhett Davies, Brian Eno y Robert Wyatt.
1. «1/1» – 16:30
2. «2/1» – 8:20
3. «1/2»  – 11:30
4. «2/2» – 6:00 (9:38 en la caja Working Backwards de 1983)

La edición en CD añade treinta segundos de silencio tras cada canción, incluida una toma de silencio una vez que "2/2" ha terminado.

## Créditos
- Brian Eno - Instrumentación, diseño artístico, ingeniero de grabación y producción
- Robert Wyatt - Piano acústico
- Christa Fast - Voz
- Christine Gómez - Voz
- Inge Zeininger - Voz
- Dave Hutchins - Ingeniero de grabación en «2/1» y «1/2»
- Conny Plank - Ingeniero de grabación en «2/2»
- Rhett Davies - Ingeniero de grabación en «1/1»
- Localización de las grabaciones:
  - Temas 1-3 : Londres
  - Tema 4 : Plank's Studio, Colonia

## Ediciones
| País    | Sello          | Cat. No.                  | Formato | Fecha       |
| ------- | -------------- | ------------------------- | ------- | ----------- |
| US      | Editions EG    | EGS 201                   | LP      | 1978        |
| EE. UU. | Polydor        | AMB 001                   | LP      | 1978        |
| Francia | Polydor        | 2310 647                  | LP      | 1978        |
| Canadá  | GRT            | 9167-9835                 | LP      | 1978        |
| Italia  | Polydor        | 2310 647                  | LP      | 1978        |
| EE. UU. | Editions EG    | EEGCD 17                  | CD      | August 1990 |
| UK      | Virgin Records | ENOCD 6, 7243 8 66495 2 2 | CD      | 2004        |